# Joan Capdevila
Pour les articles homonymes, voir Capdevila.
Joan Capdevila Méndez, né le 3 février 1978 à Tàrrega en Espagne, est un ancien footballeur international espagnol qui évoluait au poste d'arrière gauche.
Il a commencé sa carrière professionnelle en 1998, sous les couleurs de l'Espanyol de Barcelone. Il a ensuite été transféré à l'Atlético de Madrid où il restera une seule saison, avant de jouer 228 matchs, entre 2000 et 2007, avec Deportivo La Corogne. Il a ensuite joué à Villarreal CF, pendant quatre saisons. Il a joué pour le Benfica, ce qui correspond à ses premiers matchs dans un championnat en club non-espagnol. Il retourne à son club d'origine, en 2012, pour être relâché en 2014. Il reste deux mois sans club, avant de trouver refuge au club indien d'Assam, le NorthEast United.
Le championnat indien étant terminé, il s'engage 6 mois dans le club belge du Lierse SK, qui lutte pour son maintien en division 1 belge.
Vice-champion olympique en 2000, il a été sélectionné pour la première fois, avec l'Espagne, en 2002. Il a ensuite pris part à son premier Euro en 2004. Par la suite, il est notamment devenu avec l'équipe dirigée par Luis Aragones, champion d'Europe en 2008, puis avec le sélectionneur Vicente Del Bosque, champion du monde en 2010. Il a réalisé 60 sélections pour quatre buts et il fut appelé une dernière fois pour l'équipe ibérique en 2011. Il a également honoré dix sélections pour la Catalogne.

## Carrière en club

### Jeunesse et Deportivo
Né à Tàrrega, Lleida, Catalogne, et pur produit du centre de formation de l'Espanyol de Barcelone, Capdevila fait ses débuts pour son club formateur durant la saison 1998-1999 durant un match nul 2-2 face à l'Athletic Bilbao, et rejoint l'Atlético de Madrid l'année suivante.
Après la relégation du club de la capitale espagnole, il signe pour le Deportivo La Corogne durant l'été 2000. À ses débuts, il est en compétition pour le poste de défenseur gauche avec Enrique Romero, avant de devenir le choix numéro un petit à petit. Le 16 septembre 2006, il a signé les deux seuls buts de la rencontre face à Villarreal au Stade de Riazor.

### Villarreal

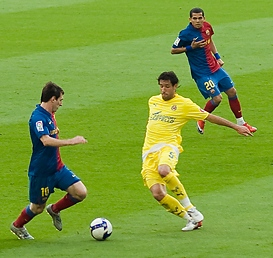
Capdevila tentant de tacler Lionel Messi sous le maillot de Villarreal

En 2007, Capdevila signe un contrat de trois ans pour Villarreal, et prend part à tous les matchs de son équipe à l'exception de deux, l'équipe finissant le championnat à la deuxième place, ils gagnèrent ainsi une qualification directe pour la Ligue des champions. Il parviendra à participer à autant de matchs lors de sa deuxième saison, tout en améliorant son nombre de buts marqués (cinq pour trois la saison précédente).
Lors de la saison 2009-2010, n'ayant aucune concurrence à son poste, Capdevila continuait de figurer dans le onze de départ, ne manquant qu'un seul match de championnat. Le défenseur a marqué à nouveau cinq goal durant la saison, mais le club, terminant la saison à la septième place, ne parviendra pas à se qualifier en Ligue Europa. Le 6 décembre 2009, il a marqué lors de la victoire 3-2 face à Getafe, précisément l'équipe qui les empêchera les valenciens de se qualifier, bien que le club sera finalement réintégré aux dépens du RCD Majorque.
À mi-chemin de la saison 2010-2011, il rencontre de la concurrence en la personne de José Catalá, passant même certains matchs sur le banc de touche. Malgré cela, il finira la saison en ayant joué plus de 40 matchs officiels, incluant neuf apparitions en Ligue Europa, incluant un match de demi-finale face au FC Porto dans lequel il marqua alors que son club se verra éliminé 4-7 sur l'ensemble des deux matchs.

### Benfica
Le 21 juillet 2011, âgé de 33 ans, il signe pour la première fois à l'étranger, rejoignant le Benfica Lisbonne pour un contrat de deux ans. Le 20 août, il fait ses débuts officiels dans le championnat du Portugal face au Clube Desportivo Feirense devant le public du Estádio da Luz, mais n'est pas retenu dans l'équipe pour jouer la phase de poule de la Ligue des champions, ce qui lança des rumeurs qu'il pourrait chercher à quitter le club durant le marché des transferts hivernal, six mois seulement après être arrivé au Portugal,. L'entraîneur de Benfica, Jorge Jesus, confirmera qu'un autre nouvel arrivant, le brésilien Emerson Conceição, serait le premier choix au poste de défenseur gauche et que l'Espagnol aurait de la peine à figurer en équipe première.
Néanmoins, Jesus lui donne sa chance durant la deuxième partie de saison, l'incluant dans la liste des joueurs sélectionnés pour la Ligue des champions. Il fait ses débuts européens sous le maillot portugais lors du match retour face à Chelsea, match perdu 1-2 à Stamford Bridge (score cumulé 1-3). Il a aussi été le premier choix lors de la Coupe du Portugal que les aigles gagnèrent pour la quatrième fois de suite. Il finira la saison avec 12 matchs joués, dont seulement 5 en championnat.

### Espanyol
Le 27 juillet 2012, Capdevilla signa pour son club formateur, l'Espanyol de Barcelone. Il sera relâché de son contrat en même temps que Simão Sabrosa le 22 mai 2014, après seulement dix apparitions lors de sa deuxième saison au sein du club catalan.

### North East United
Le 16 juillet 2014, Capdevila signe au club indien NorthEast United, inaugurant ainsi la Indian Super League, un championnat servant à populariser le football en Inde. Il déclare : « L'Inde est un grand pays et cela devrait être un privilège pour moi de pouvoir contribuer à populariser ce sport et travailler avec les jeunes talents du nord-est de l'Inde ».

## Carrière internationale
Capdevila fait ses débuts sous le maillot espagnol le 16 octobre 2002 lors d'un match nul 0 à 0 contre le Paraguay. En 2004, il est retenu afin de jouer l'Euro mais ne quittera pas le banc de toute la compétition. Il marque son premier but durant les matchs éliminatoires de l'Euro 2008 face à la Suède le 17 novembre 2007, alors que son équipe gagnera 3-0.
Le 6 février 2008, Capdevila marque le seul but d'un match amical face à la France. Il est appelé afin de participer à l'Euro 2008, durant lequel il jouera tous les matchs de son équipe. Durant le tournoi, il s'impose en tant que titulaire indiscutable, et son dégagement lors des dernières minutes face à la Suède joua un grand rôle dans le but de David Villa afin de faire pencher le score en la faveur des espagnols en toute fin de match. Avec le défenseur droit Sergio Ramos et les deux défenseurs centraux Carles Puyol et Carlos Marchena, il aida à conserver le but d'Iker Casillas inviolé lors de la phase de groupe avant de ne concéder que deux buts lors des quatre matchs suivants.

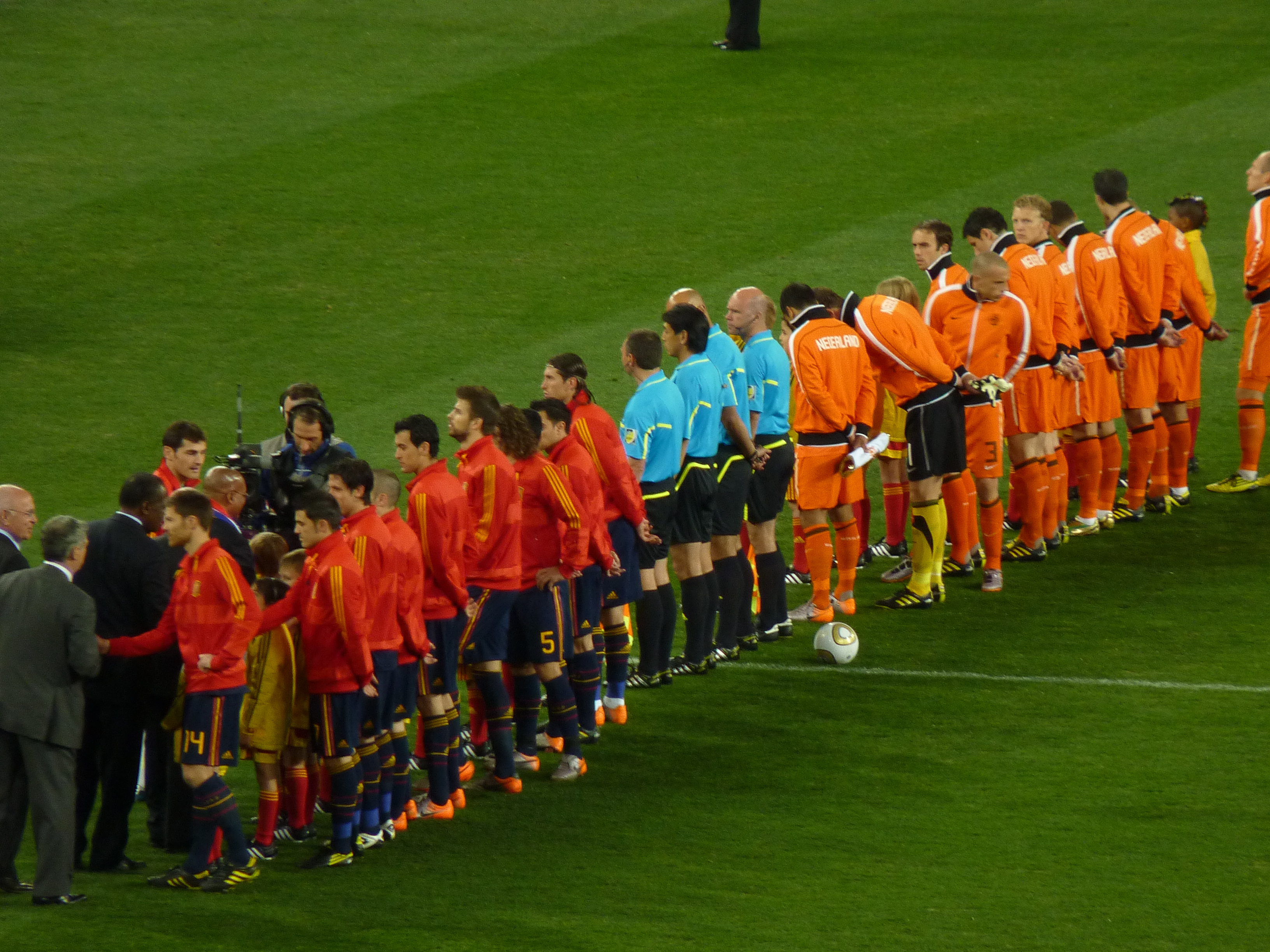
Capdevila est titulaire lors de la finale de la Coupe du monde 2010, remportée par l'Espagne.

Lors du premier match de la Coupe des confédérations 2009 le 14 juin 2009, Capdevila assista Fernando Torres pour conclure son coup du chapeau ainsi que Cesc Fàbregas pour son deuxième but international lors de la victoire de l'Espagne 5-0 face à la Nouvelle-Zélande. Lors du deuxième match de la compétition, il aida David Villa à marquer à la 55e minute le seul but de la partie face à l'Iran. Il terminera le tournoi dans l'équipe type de la compétition et l'Espagne finira troisième.
Le 20 mai 2010, après être apparu dans tous les matchs de la phase de qualification de la Coupe du monde 2010 en contribuant d'un goal lors de la victoire 4-0 face à l'Arménie, Vicente del Bosque le sélectionnera dans son équipe pour jouer la Coupe du monde 2010 en Afrique du Sud, lors de laquelle il jouera tous les matchs dans leur intégralité. En participant à la finale, il est le seul joueur du onze de départ espagnol à ne pas jouer soit au Real Madrid soit au FC Barcelone, en considérant que David Villa avait signé quelques jours plus tôt pour le club barcelonais.
Il n'est pas sélectionné par Vicente del Bosque pour participer à l'Euro 2012 où l'équipe Espagne sera de nouveau sacrée.
Joan Capdevila compte 60 sélections avec la Roja entre 2002 et 2011, et quatre buts inscrits.

## Statistiques

### En club
| Club                  | Saison    | Ligue               | Ligue | Ligue | Coupe nationale | Coupe nationale | Coupe de la ligue | Coupe de la ligue | Continental | Continental | Autres | Autres | Total | Total |
| Club                  | Saison    | Championnat         | App.  | Buts  | App.            | Buts            | App.              | Buts              | App.        | Buts        | App.   | Buts   | App.  | Buts  |
| --------------------- | --------- | ------------------- | ----- | ----- | --------------- | --------------- | ----------------- | ----------------- | ----------- | ----------- | ------ | ------ | ----- | ----- |
| Espanyol de Barcelone | 1998–99   | Liga BBVA           | 29    | 4     | 4               | 0               | -                 | -                 | 5           | 0           | -      | -      | 38    | 4     |
| Espanyol de Barcelone | Total     | Total               | 29    | 4     | 4               | 0               | -                 | -                 | 5           | 0           | -      | -      | 38    | 4     |
| Atlético de Madrid    | 1999–2000 | Liga BBVA           | 31    | 2     | 4               | 0               | -                 | -                 | 5           | 1           | -      | -      | 40    | 3     |
| Atlético de Madrid    | Total     | Total               | 31    | 2     | 4               | 0               | -                 | -                 | 5           | 1           | -      | -      | 40    | 3     |
| Deportivo La Corogne  | 2000–01   | Liga BBVA           | 16    | 0     | 2               | 0               | -                 | -                 | 3           | 0           | -      | -      | 21    | 0     |
| Deportivo La Corogne  | 2001–02   | Liga BBVA           | 20    | 0     | 7               | 1               | -                 | -                 | 8           | 1           | -      | -      | 35    | 2     |
| Deportivo La Corogne  | 2002–03   | Liga BBVA           | 25    | 3     | 7               | 0               | -                 | -                 | 9           | 1           | 1      | 0      | 42    | 4     |
| Deportivo La Corogne  | 2003–04   | Liga BBVA           | 27    | 3     | 4               | 0               | -                 | -                 | 6           | 0           | -      | -      | 37    | 3     |
| Deportivo La Corogne  | 2004–05   | Liga BBVA           | 21    | 1     | 1               | 0               | -                 | -                 | 3           | 0           | -      | -      | 25    | 1     |
| Deportivo La Corogne  | 2005–06   | Liga BBVA           | 36    | 4     | 6               | 0               | -                 | -                 | 7           | 0           | -      | -      | 49    | 4     |
| Deportivo La Corogne  | 2006–07   | Liga BBVA           | 34    | 4     | 4               | 0               | -                 | -                 | -           | -           | -      | -      | 38    | 4     |
| Deportivo La Corogne  | Total     | Total               | 179   | 15    | 31              | 1               | -                 | -                 | 36          | 2           | 1      | 0      | 247   | 18    |
| Villarreal CF         | 2007–08   | Liga BBVA           | 36    | 3     | 2               | 0               | -                 | -                 | 6           | 1           | -      | -      | 44    | 4     |
| Villarreal CF         | 2008–09   | Liga BBVA           | 36    | 5     | 0               | 0               | -                 | -                 | 8           | 1           | -      | -      | 44    | 6     |
| Villarreal CF         | 2009–10   | Liga BBVA           | 37    | 5     | 3               | 0               | -                 | -                 | 10          | 1           | -      | -      | 50    | 5     |
| Villarreal CF         | 2010–11   | Liga BBVA           | 31    | 2     | 4               | 0               | -                 | -                 | 11          | 1           | -      | -      | 46    | 3     |
| Villarreal CF         | Total     | Total               | 140   | 15    | 9               | 0               | -                 | -                 | 35          | 4           | -      | -      | 184   | 19    |
| Benfica Lisbonne      | 2011–12   | Primeira Liga       | 5     | 0     | 1               | 0               | 4                 | 0                 | 1           | 0           | -      | -      | 11    | 0     |
| Benfica Lisbonne      | Total     | Total               | 5     | 0     | 1               | 0               | 4                 | 0                 | 1           | 0           | -      | -      | 11    | 0     |
| Espanyol de Barcelone | 2012–13   | Liga BBVA           | 26    | 0     | 1               | 0               | -                 | -                 | -           | -           | -      | -      | 27    | 0     |
| Espanyol de Barcelone | 2013–14   | Liga BBVA           | 4     | 0     | 4               | 0               | -                 | -                 | -           | -           | -      | -      | 8     | 0     |
| Espanyol de Barcelone | Total     | Total               | 30    | 0     | 5               | 0               | -                 | -                 | -           | -           | -      | -      | 35    | 0     |
| NorthEast United      | 2014      | Indian Super League | 12    | 0     | -               | -               | -                 | -                 | -           | -           | -      | -      | 12    | 0     |
| NorthEast United      | Total     | Total               | 12    | 0     | -               | -               | -                 | -                 | -           | -           | -      | -      | 12    | 0     |
| Lierse SK             | 2014–2015 | Jupiler League      | 4     | 0     | -               | -               | -                 | -                 | -           | -           | -      | -      | 4     | 0     |
| Lierse SK             | Total     | Total               | 4     | 0     | -               | -               | -                 | -                 | -           | -           | -      | -      | 4     | 0     |
| Total                 | Total     | Total               | 430   | 36    | 54              | 1               | 4                 | 0                 | 82          | 7           | 2      | 0      | 568   | 44    |

### Buts internationaux
| 0     | Date | Lieu | Compétition                                                                                                 | Résultat | Adversaire                                                                                                  | Détail | Détail | Détail | Sél. |
| ----- | --- | --- | --- | --- | --- | --- | --- | --- | --- |
| 1er   | 17 novembre 2007                                                                                            | Stade Santiago-Bernabéu, Madrid, Espagne                                                                    | Éliminatoires Euro 2008                                                                                     | V 3-0 | Suède | 14e | du pied droit                                                                                               | 1-0 | 13e |
| 2e    | 6 février 2008                                                                                              | Stade de La Rosaleda, Malaga, Espagne                                                                       | Match amical                                                                                                | V 1-0 | France | 80e | du pied droit                                                                                               | 1-0 | 14e |
| 3e    | 31 mai 2008                                                                                                 | Stade Nuevo Colombino, Huelva, Espagne                                                                      | Match amical                                                                                                | V 2-1 | Pérou | 90+3e | du pied droit                                                                                               | 2-1 | 16e |
| 4e    | 10 septembre 2008                                                                                           | Stade Carlos-Belmonte, Albacete, Espagne                                                                    | Éliminatoires Coupe du monde 2010                                                                           | V 4-0 | Arménie | 7e | du pied gauche                                                                                              | 1-0 | 25e |
| Total | 4 buts (3 du pied droit et 1 du pied gauche), en 60 sélections entre le 20 novembre 2002 et le 7 juin 2011. | 4 buts (3 du pied droit et 1 du pied gauche), en 60 sélections entre le 20 novembre 2002 et le 7 juin 2011. | 4 buts (3 du pied droit et 1 du pied gauche), en 60 sélections entre le 20 novembre 2002 et le 7 juin 2011. | 4 buts (3 du pied droit et 1 du pied gauche), en 60 sélections entre le 20 novembre 2002 et le 7 juin 2011. | 4 buts (3 du pied droit et 1 du pied gauche), en 60 sélections entre le 20 novembre 2002 et le 7 juin 2011. | 4 buts (3 du pied droit et 1 du pied gauche), en 60 sélections entre le 20 novembre 2002 et le 7 juin 2011. | 4 buts (3 du pied droit et 1 du pied gauche), en 60 sélections entre le 20 novembre 2002 et le 7 juin 2011. | 4 buts (3 du pied droit et 1 du pied gauche), en 60 sélections entre le 20 novembre 2002 et le 7 juin 2011. | 4 buts (3 du pied droit et 1 du pied gauche), en 60 sélections entre le 20 novembre 2002 et le 7 juin 2011. |

## Palmarès
En sélection nationale
- Avec l'Espagne olympique

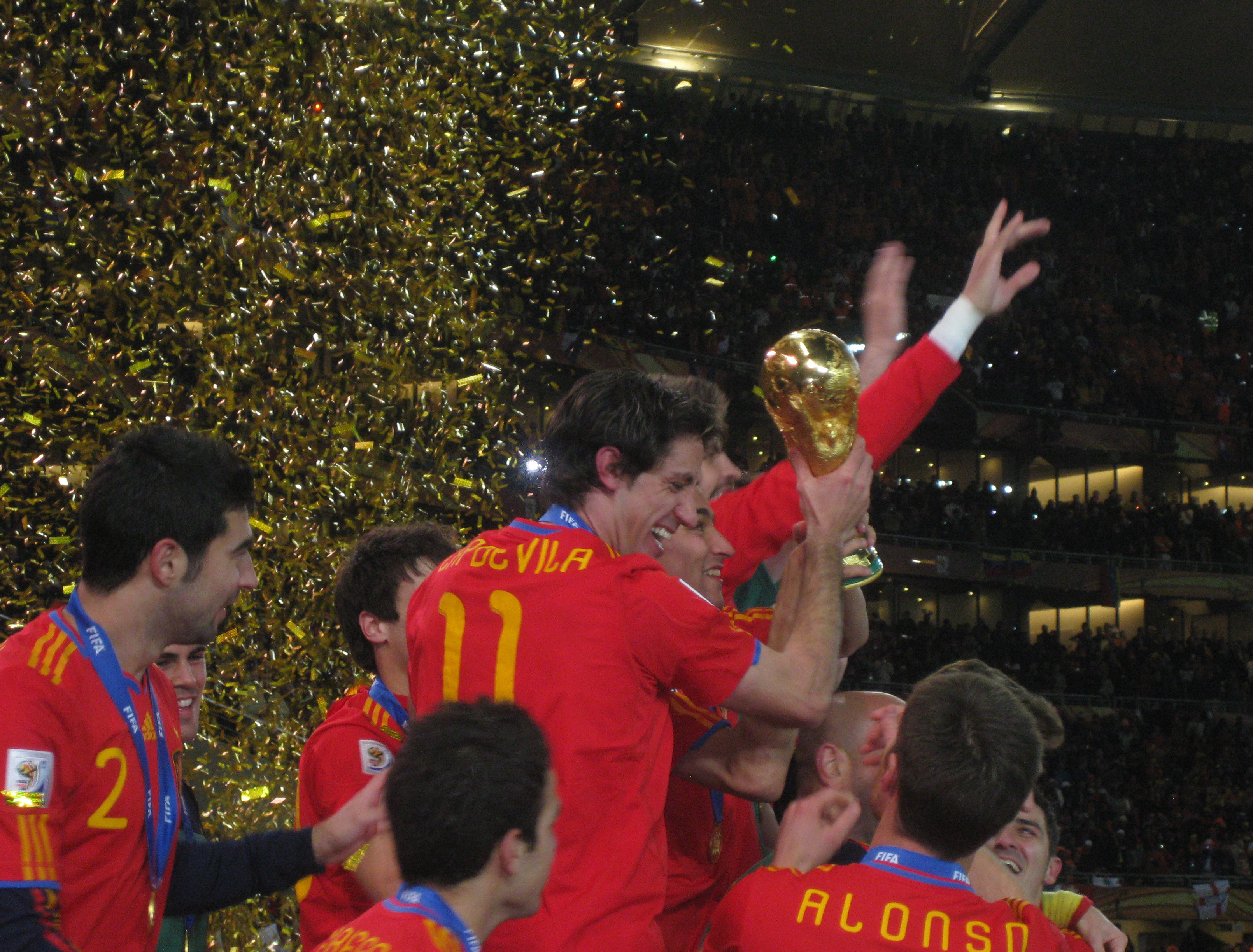
Capdevila tenant la Coupe du monde en 2010

  -  Médaille d'argent aux JO de Sydney en 2000

- Avec l'Espagne
  - Vainqueur de la Coupe du monde 2010
  - Vainqueur du Championnat d'Europe 2008
  - Troisième de la Coupe des confédérations 2009

En club
- Avec le Deportivo La Corogne
  - Vice-champion d'Espagne en 2001 et 2002
  - Vainqueur de la Coupe d'Espagne en 2002
  - Vainqueur de la Supercoupe d'Espagne en 2002

- Avec le Villarreal CF
  - Vice-champion d'Espagne en 2008

- Avec le Benfica Lisbonne
  - Vice-champion du Portugal en 2012
  - Vainqueur de la Coupe de la Ligue portugaise en 2012